# Ignaz Pleyel
Ignaz Joseph Pleyel (1757. június 18. – 1831. november 14.) osztrák születésű francia zongoraművész és zongorakészítő volt.

## Élete
Az alsó-ausztriai Ruppersthalban született Martin Pleyl tanító első házasságából nyolcadik, s egyben utolsó gyermekként (habár egyes források szerint 38-an voltak testvérek és féltestvérek, valójában csak 9 féltestvére volt apja második házasságából, de nagy részük már gyerekkorban meghalt diftériában). 1772-től Joseph Haydn tanítványa lett Eisenstadtban. Beethovenhez hasonlóan, aki 13 évvel később született, Pleyel arisztokratáktól kapott támogatást tanulmányaihoz; mecénása Erdődy László gróf (1746–1786) volt. A gróf vezetése alatt levő monyorókeréki "Az Arany kerékhez" címzett szabadkőműves páholyba ez idő tájt vették fel.
Pleyel első munkái között szerepelt a Die Fee Urgele című bábopera (1776), amelyet az Eszterházy-palotában és Bécsben mutattak be. Kötőjegyzék-szám szerinti első műve, az Opus 1, egy hat darabból álló vonósnégyes-sorozat volt,
Az 1780-as évek elején, Pleyel Olaszországba látogatott, ahol írt egy operát (Ifigenia in Aulide) és más műveket a nápolyi király megrendelésére.
1783-ban Franciaországban, Strasbourgban telepedett le; ettől kezdve keresztnevét francia formájában, „Ignace”-ként használta. Először Franz Xaver Richter karmester helyettese lett a strasbourgi katedrálisban, majd Richter halála után, 1789-ben, ő lett a vezető karmester. 1788-ban feleségül vette Francoise-Gabrielle Lefebvre-t, egy strasbourgi szőnyegszövő lányát. Négy gyermekük született.
1791-ben a Nagy Francia Forradalom betiltotta a templomi és a nyilvános koncerteket egyaránt. Pleyel Londonba utazott, ahol koncerteket vezényelt Wilhelm Cramer szervezésében – így mestere, Haydn riválisa lett, aki ugyanabban az időben koncertsorozatot adott elő Londonban Johann Peter Salomon szervezésében. A két művész ennek ellenére baráti viszonyban maradt; mindketten meggazdagodtak londoni fellépéseikből. Pleyel visszatérése után Strasbourg közelében nagy házat vásárolt.
1795-ben Párizsba költözött, 1797-ben zenei kiadót alapított („Maison Pleyel”), amely egyebek között közzétette Haydn összes vonósnégyesét (1801), csakúgy, mint az első, tanulmányi célokat szolgáló gyűjteményeket (Bibliothèque Musicale, „zenei könyvtár”). Ez a zenei kiadó 39 évig állt fenn, és ezalatt mintegy 4 000 művet publikált, köztük Boccherini, Beethoven, Clementi és Dussek alkotásait. Ignaz Pleyel alkotta meg az első zsebpartitúrákat is.

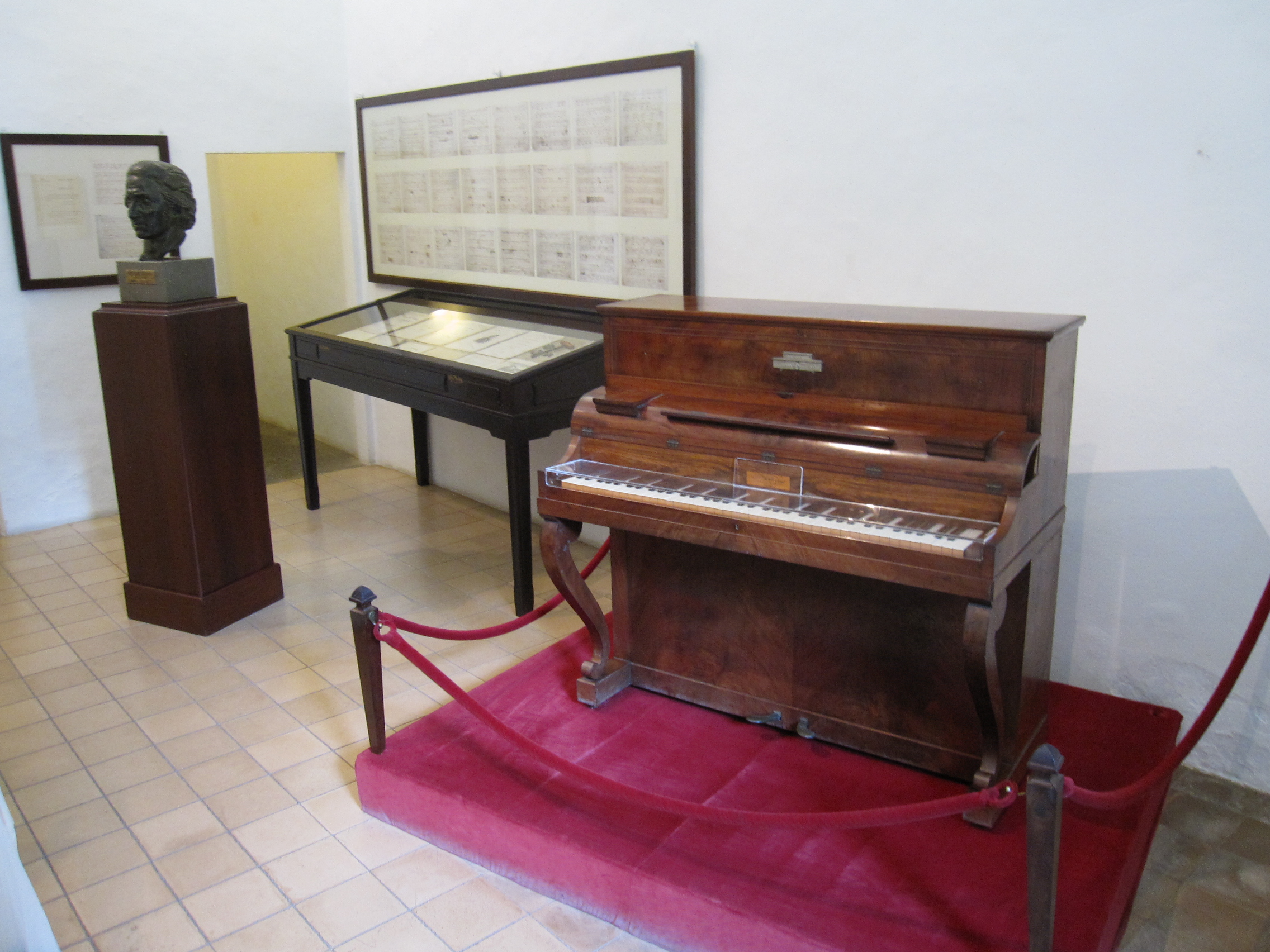
Chopin Pleyel-zongorája

1807-ben Pleyel zongorákat kezdett építeni, és e célból vállalatot alapított (Pleyel et Cie). Fia, Camille (1788–1855), a virtuóz zongorista lett az üzlettársa 1815-ben.
A cég eleinte csak asztalzongorákat gyártott, az 1820-as évek végére alkotta meg az osztrák Conrad Graf zongorák mintájára a saját koncertzongora modelljeit. Hangszereit zongoraművészek együttműködésével fejlesztette, köztük voltak Friedrich Kalkbrenner és Frédéric Chopin is. Pleyel és fia hangszertörténeti jelentőségű újításokat vezettek be a zongoraépítés és hárfagyártás technológiájában. Pleyel szabadalmaztatta többek között a kétrétegű rezonánslapot és a filcborítású kalapácsot. A Pleyel-cég gyártotta később, a 19. század végén, az első kromatikus hárfát, melyből egy példány a Magyar Nemzeti Múzeumban is található. A 20. század elején, Wanda Landowska kezdeményezésére, segített újjáéleszteni az elfeledett csembalót, a harpsichordot. Zongoramodelljeik közül híres lett az ún. „monopod” egylábú modell, a Concert Double Grand modell (két billentyűsorral épült közös rezonánsos koncertzongora) és a „Pleyela”, a mechanikus hangrögzítésre alkalmas zongora-automata.
A közelmúltban Budapesten Szilasi Alex zongoraművész hívta fel a figyelmet egy eredeti, különlegesen ritka Pleyel-zongorára az Iparművészeti Múzeumban. Ebből a modellből három darab létezik a világon. Az Iparművészeti Múzeum zongorájáról elsőként Zlinszkyné Sternegg Mária publikált 1970-ben.)
A Pleyel – mint a világ legrégebbi még ma is működő zongoramanufaktúrája – ma is gyárt zongorákat Párizs Saint-Denis negyedében.
A Pleyel cég volt az első a francia zongoragyárak között, amely az 1830-as évek elején saját bemutatótermében, a rue Rochechouart-ban megnyílt Salle Pleyelben koncerteket rendezett. 1831-ben itt mutatkozott be először Chopin Párizsban. A Salle Pleyel után nyíltak meg a Herz-, Gaveau- és Érard-termek, amelyek a párizsi romantika fontos helyszíneivé váltak a későbbi években.
Pleyel 1824-ben vonult vissza vidékre. 1831-ben hunyt el, sírja a Père-Lachaise temetőben van Párizsban.

## Zeneszerzői munkássága
Pleyel azok közé a maga korában igen népszerű zeneszerzők (Cherubini, Meyerbeer és Thalberg) közé tartozott, akiket azonban az utókor már nem értékel kiemelkedőként.
Híre elérte az akkori zenei perifériához tartozó Egyesült Államokat is: „Pleyel Society” jött létre Nantucket szigetén, Massachusetts partjai előtt.
Összesen 41 szimfóniát, 70 vonósnégyest, néhány vonósötöst és operát írt. Ezek nagy része strasbourgi korszakából származik; amikor üzleti tevékenységbe kezdett, alkotói munkája háttérbe szorult.
Pleyel ma elsősorban didaktikus zenéjéről ismert: például a hegedűvel és a fuvolával foglalkozó ifjú zenészek generációi gyakoroltak azokon a duetteken, amiket ezekre a hangszerekre írt.

## Jegyzetek

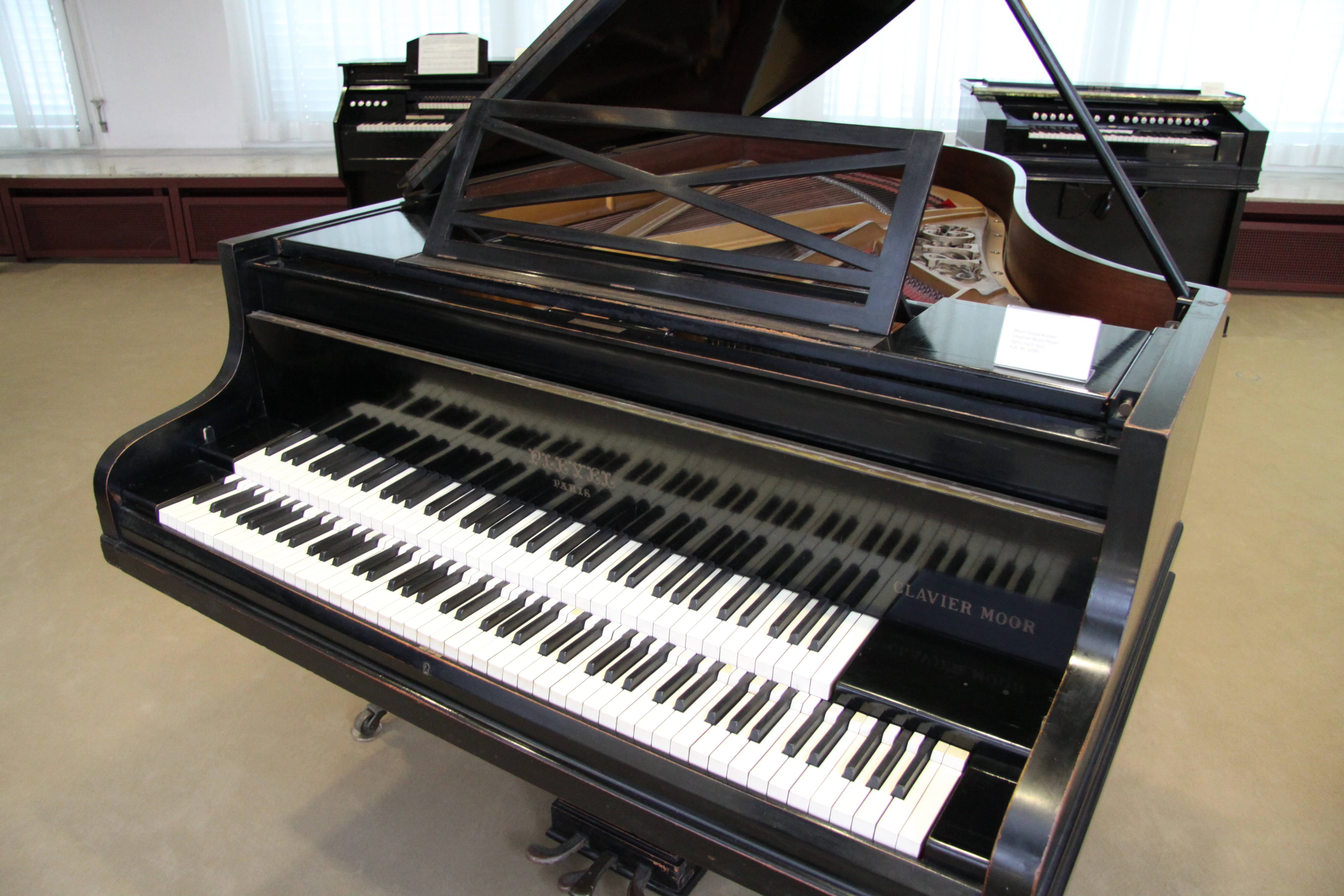
Két manuálos Pleyel-zongora